# Pterodroma cervicalis
La fardela de cuello blanco o petrel cuello blanco (Pterodroma cervicalis), es una especie de ave marina de la familia de los proceláridos (Procellariidae).

## Distribución

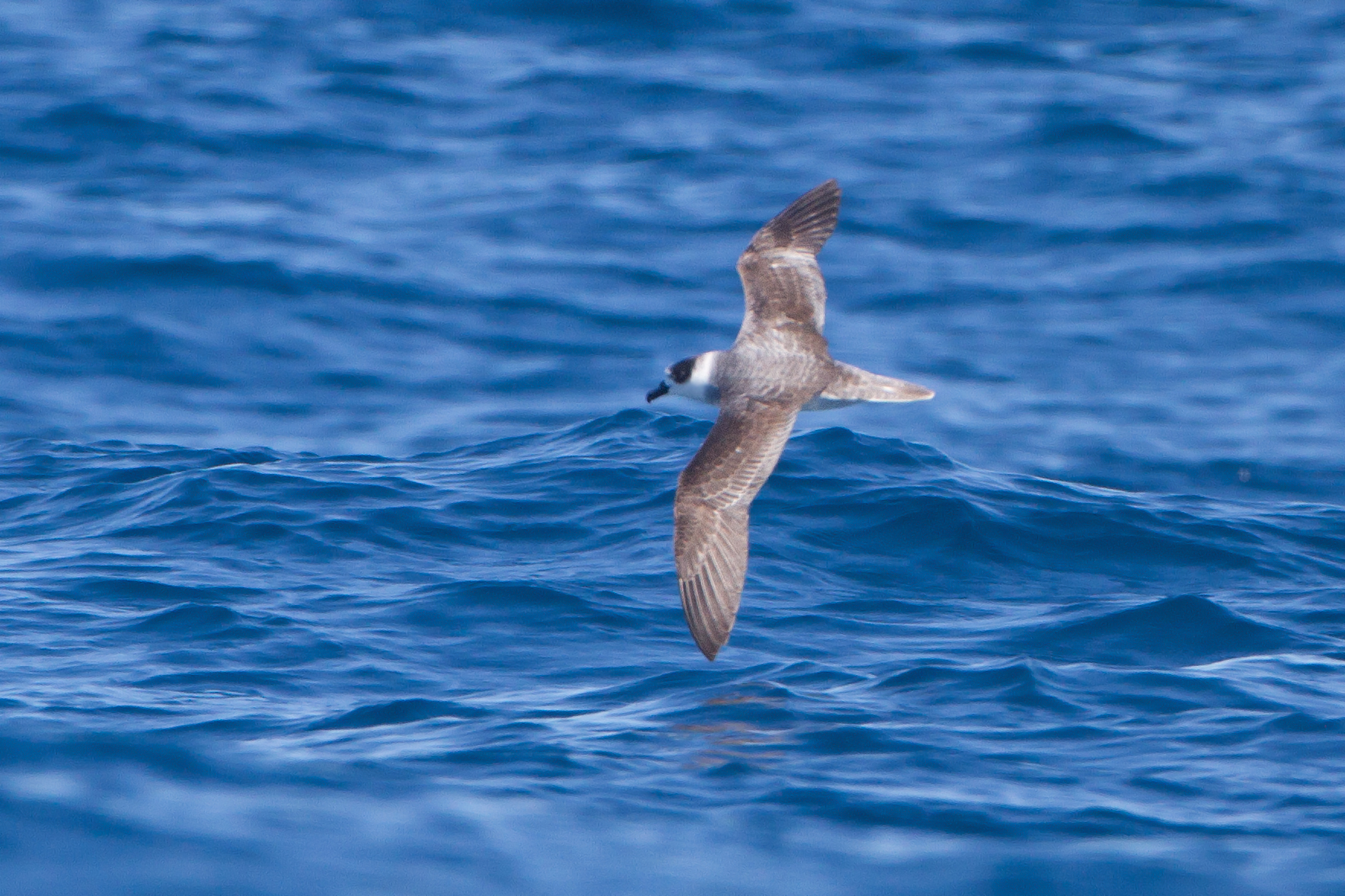
Petrel de cuello blanco (Pterodroma cervicalis), al este de la península de Tasmania, Australia.

Durante la temporada no reproductiva se preseta a lo largo de una gran parte del Pacífico, pero solo se sabe que se reproducen en la isla Macauley, una isla de origen volcánico perteneciente a las islas Kermadec de Nueva Zelanda, y en el territorio australiano de isla Norfolk y la isla Phillip.
Es un ave solitaria en los mares abiertos del suroeste del Pacífico. Tiene un vuelo sin esfuerzo elegante, con pocos aleteos y no sigue los buques. Se alimenta recogiendo peces y calamares desde cerca de la superficie.
Su natural hábitat son las tierras bajas estacionalmente inundadas o pastizales (para la reproducción) y mares abiertos (para alimentación). Está amenazada por la pérdida de hábitat.